# Heterocampa determinata
Heterocampa determinata är en fjärilsart som beskrevs av Walker. Heterocampa determinata ingår i släktet Heterocampa och familjen tandspinnare. Inga underarter finns listade i Catalogue of Life.